# Hotel Bosch

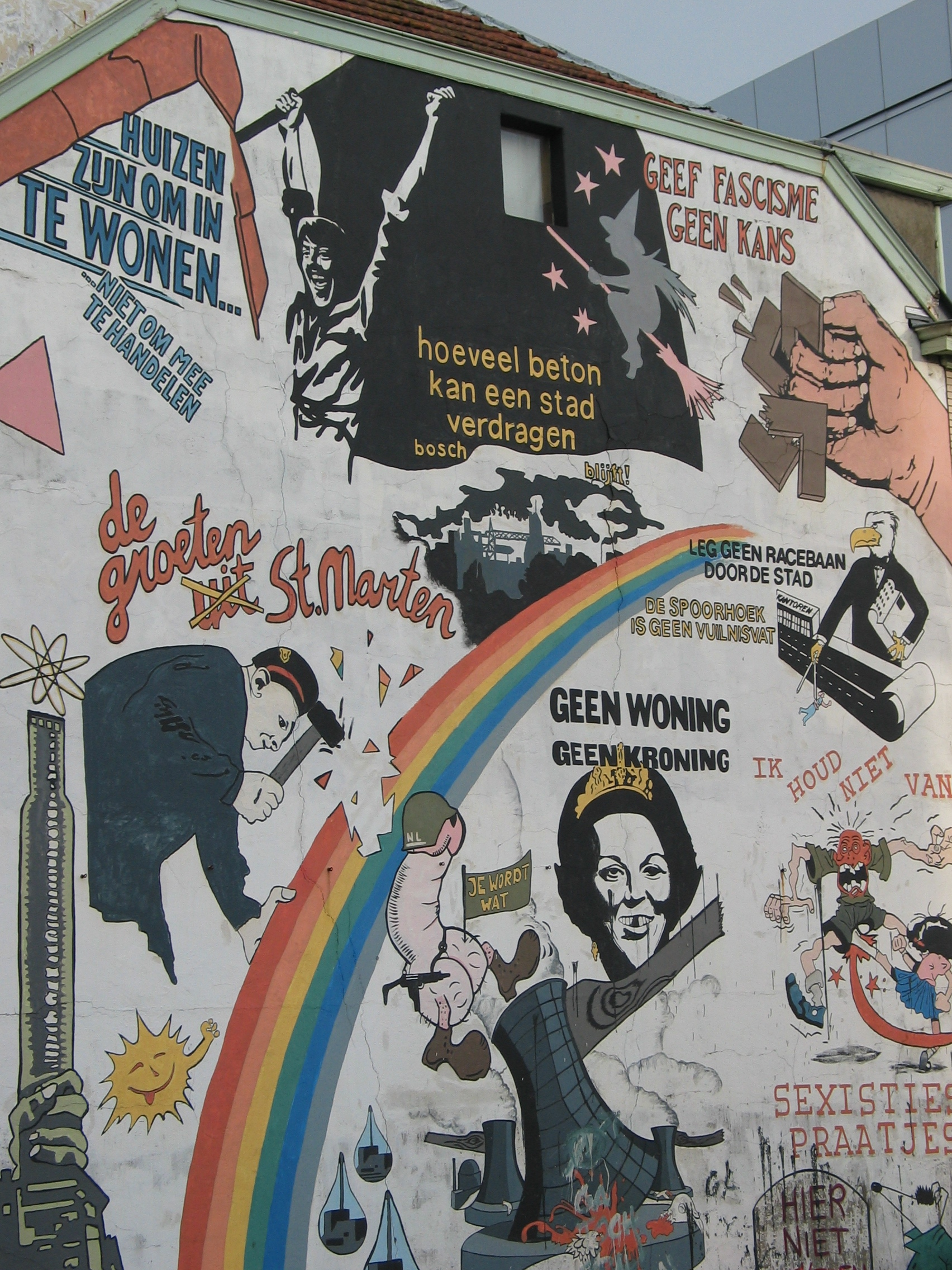
"De muur" van Hotel Bosch

Hotel Bosch was de naam van een voormalig kraakpand in Arnhem, dat jarenlang het oudste kraakpand van Nederland was. Tegenwoordig is het opgesplitst in twee panden. Nr. 4 behuist een woongroep. Nr. 4a is Bosch, café, restaurant en cultuurcentrum.

## Historie
Het huis van Hotel Bosch is een groot oud pand gelegen aan de Apeldoornsestraat. Aan het eind van de 19e eeuw werd het bewoond door Baron Voerst van Lijnden I. Vanaf 1907 woonde de familie van Jonkheer Stael van Holstein er, maar zij keerden na het einde van de Tweede Wereldoorlog niet meer terug.
In 1946 kocht Ludovicus Bosch het pand. Zijn eigen hotel was weggebombardeerd en hij was degene die van het woonhuis een simpel hotel maakte. In 1953 werd het kleine hotel uitgebreid met behulp van geld uit het Marshallplan. 

Het hotel sloot in 1957 zijn deuren, om in 1961 door de nieuwe eigenaar Lammert Vorenkamp weer geopend te worden.
In 1978 sloot het hotel wederom zijn deuren en werd het opgekocht door een projectontwikkelaar, die het pand grotendeels sloopte. Na slechts 4 weken van leegstand, werd het pand op 5 september 1978 gekraakt.

## Krakers
De krakersgemeenschap in begin jaren tachtig in Arnhem was groot. Verschillende panden, verspreid over de hele stad, werkten samen op verschillende gebieden, zoals de ontwikkeling van cultuur en acties tegen beleidsvormingen.
Dit leidde meermaals tot aanvaringen met de gemeente en met justitie. De krakersbeweging in Arnhem heeft daarom destijds een groot plan opgezet, waardoor de krakers een belegering van enkele weken zouden kunnen weerstaan. Gelukkig heeft men dit plan nooit in gebruik hoeven te nemen.
Desondanks was Hotel Bosch tot aan de legalisering beveiligd door bedspiralen voor de ramen, welke vastgelast waren door middel van stalen buizen. Andere toegangen werden zo verbouwd, dat ze binnen een mum van tijd van binnenuit gebarricadeerd zouden kunnen worden. Ook werd er een bunker onder het Hotel gebouwd, waar de bewoners zich bij een eventuele belegering door de ME schuil zouden kunnen houden.
In de loop der jaren had Hotel Bosch een café (De Bazoeka), een danszaal (De Doos), een zondags eetcafé (Minimaal) en had het een kraakspreekuur.
Tijdens het 10-jarig bestaan van het krakerspand in september 1988 werd op de grote muur naast het pand een grote muurschildering aangebracht. Deze muurschildering is een collage van 10 jaar actieaffiches.
In 2007 is een renovering van de muur uitgevoerd en is de schildering verdwenen (en in stukjes opgeslagen).

## Legalisering
In de jaren 90 vocht Hotel Bosch tegen de uitzetting van de bewoners. De zoon van de overleden projectontwikkelaar (die zelf het pand nooit bewoond wilde verkopen), wilde het pand van de hand doen, maar beide partijen raakten verwikkeld in een jarenlange juridische procedure.
In 2000 werd het pand uiteindelijk opgekocht door de Woningbouwvereniging Gelderland. Vanuit het Innovatieprogramma Stedelijke Vernieuwing (IPSV) werd een verbouwing gefinancierd en kon het pand vervolgens aan de bewoners verhuurd worden.
De verbouwing duurde van 2001 tot 2003, met ondersteuning van vele vrijwilligers. In het eerste weekend van oktober 2003 opende Hotel Bosch onder zijn nieuwe naam zijn deuren.

## Kultuurhuis Bosch
Kultuurhuis Bosch bestond uit 4 onderdelen:
- Het Watertejater: een expositieruimte die ook veel gebruikt wordt voor theatervoorstellingen, filmvertoningen, akoestische bands, dansperformances en inmiddels ook als een rookruimte.
- De Bazoeka: het café van Kultuurhuis Bosch.
- De Doos: de zaal voor bands en dj's.
- Vegetarische woongroep

Kultuurhuis Bosch hield nog steeds vast aan hun oude normen, zoals geen vlees in huis (alle verkochte hapjes zijn vegetarisch), het streven naar het gebruik van zo veel mogelijk biologische producten (zoals thee en koffie) en het afnemen van kleine ondernemingen met een biodynamische grondslag (zoals de bierbrouwerij).
Kultuurhuis Bosch draaide op een beperkt aantal betaalde krachten en had daardoor een groot aantal vrijwilligers die zich onder andere inzetten achter de bar, voor licht en geluid en publiciteit.
In februari 2009 vroeg Kultuurhuis Bosch faillissement aan. Per 10 maart 2009 is het faillissement officieel toegekend en is beslag gelegd op alle bezittingen. Medio 2009 werd bekend dat het Arnhemse kunstenaarscollectief TAPE de belangrijkste kandidaat is om culturele activiteiten in Kultuurhuis Bosch voort te zetten. Hierbij dacht men aan optreden van bands in combinatie met dansfeesten, om een commercieel aantrekkelijke exploitatie mogelijk te maken. In hoeverre hierbij de oude, door Kultuurhuis Bosch gehanteerde, normen en waarden voortgezet worden, was onduidelijk.

## Bosch, cafe, restaurant en cultuurcentrum
In november 2009 kreeg Bosch een nieuwe exploitant. Daarmee gingen de deuren van het horecadeelweer open begin 2010. In het voormalige Watertejater is naast een café, een biologisch restaurant. De zaal is nu een cultuurcentrum.